# هوبرت سایتز
هوبرت سایتز (انگلیسی: Hubert Seiz؛ زادهٔ ۲۳ اوت ۱۹۶۰) دوچرخه‌سوار اهل سوئیس است.